# Sommet de l'OTAN de 2016
Pour un article plus général, voir Sommet de l'OTAN.
Le sommet de l'OTAN Varsovie 2016 est le 28e sommet de l'OTAN, conférence diplomatique réunissant dans la ville de Varsovie en Pologne, les 8 et 9 juillet 2016, les chefs d'État et de gouvernement des pays membres de l'Organisation du traité de l'Atlantique nord et des alliés de l'organisation.
Il succède au 24e sommet de l'OTAN à Newport en 2014. Il est prévu que la prochaine réunion des chefs d'état et de gouvernement se tienne à Bruxelles le 25 mai 2017 à l'occasion de l'inauguration du nouveau siège de l'OTAN, sans qu'il s'agisse d'un sommet à part entière,.
Les principaux enjeux du sommet sont d'afficher l'unité de l'OTAN et de confirmer la bonne exécution des plans de renforcement des moyens de l'OTAN décidés lors du précédent sommet de 2014 à Newport.
Le sommet se déroule dans un contexte de forte tension avec la Russie en raison de la guerre russo-ukrainienne et du développement de ses capacités militaires potentiellement utilisables contre l'OTAN. Le dialogue reste toutefois ouvert via le Conseil OTAN-Russie. La décision la plus spectaculaire est celle du renforcement de la présence avancée des forces de l'OTAN dans la partie orientale du territoire de l’Alliance avec le déploiement par rotation de quatre bataillons multinationaux en Estonie, en Lettonie, en Lituanie et en Pologne. La France participe à ce déploiement.
Le sommet est l'occasion pour l'OTAN de déclarer opérationnelle la première tranche du bouclier antimissile, officiellement destiné à protéger les pays de l'OTAN d'attaques venues de son flanc sud. Les Russes rappellent régulièrement qu'ils y voient une menace contre l'efficacité de leur dissuasion nucléaire ,.
Lors de sa conférence de presse, le Président français, François Hollande met en avant l'affirmation de l'unité de l'Alliance, et la nécessité pour les Européens de consacrer davantage de moyens à leur défense et à leur sécurité dans tous les domaines comme la cybersécurité, sans pour autant considérer que l'Europe de la défense puisse se faire en dehors de l'OTAN.

## Décisions

Pays participants au sommet de l'OTAN à Varsovie
Légende :
Pays membres de l'Alliance atlantique
Pays en processus d'adhésion à l'Alliance
Pays participants aux Plans d'action individuels pour le Partenariat (IPAP)
Pays participants au 'Programme du Partenariat pour la Paix' (PPP)
Pays participants à 'l'Initiative de coopération d'Istanbul' (ICI) et au 'Dialogue Méditerranéen'
Autres partenaires de l'Alliance dans le monde

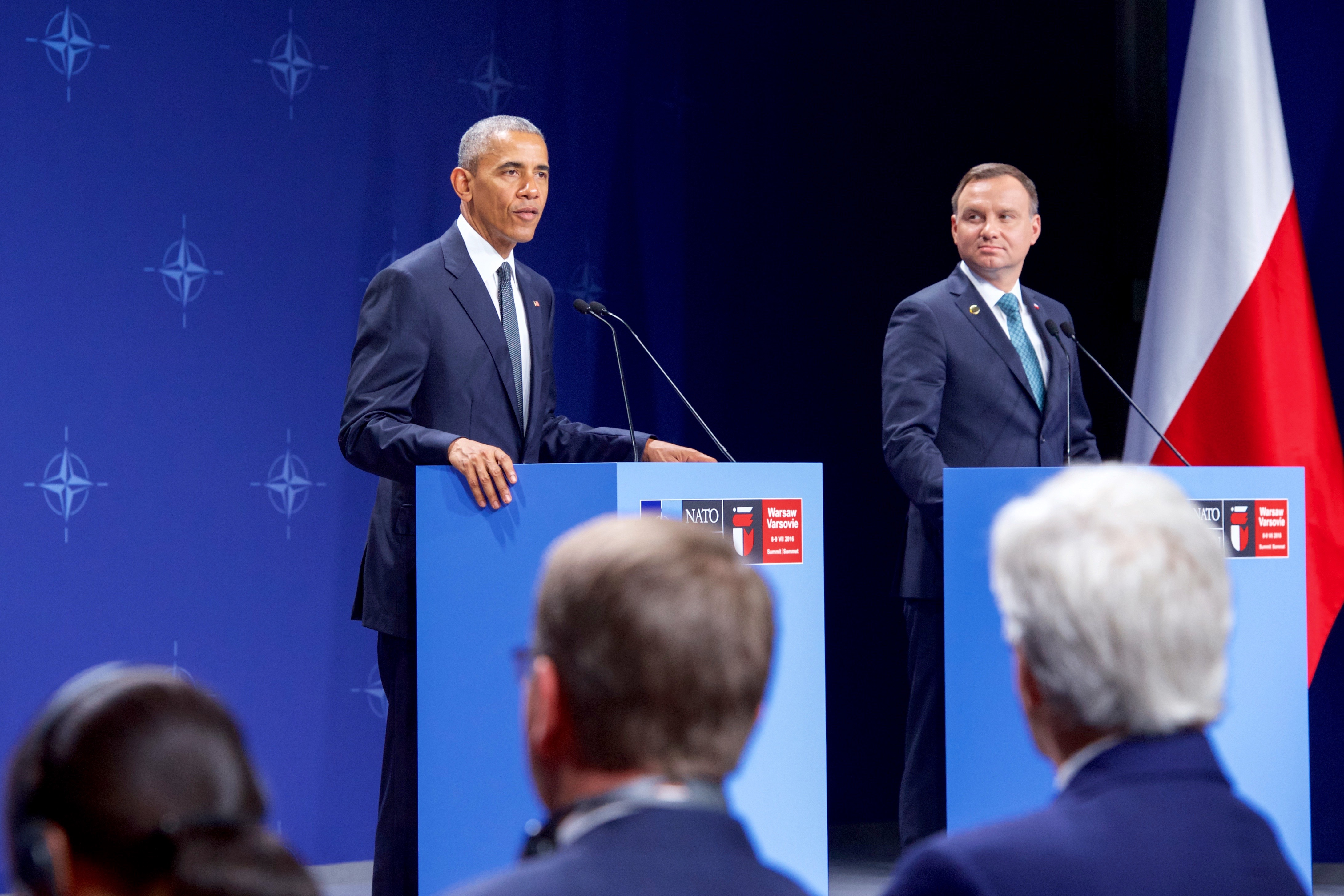
Conférence commune des Présidents Barack Obama et Andrzej Duda

Les principales décisions prises lors du sommet sont regroupées au sein du "Communiqué du Sommet de Varsovie publié par les chefs d’État et de gouvernement participant à la réunion du Conseil de l’Atlantique Nord tenue à Varsovie les 8 et 9 juillet 2016". Ce communiqué comporte cent-trente-neuf points, couvrant les principaux aspects suivants :
- Contexte géo-stratégique d'ensemble : (Points 2 à 8, 23 à 31, 70 à 74, ) L'Alliance doit continuer et continuera de s'acquitter efficacement des trois tâches fondamentales énoncées dans le concept stratégique adopté en 2010 au sommet de Lisbonne : défense collective, gestion de crise et sécurité coopérative[9],[10]. Un arc d'insécurité et d'instabilité s'observe à la périphérie de l'OTAN et au‐delà. Les actions agressives de la Russie constituent une source d'instabilité régionale et représentent un défi fondamental pour l'Alliance. Par ailleurs, les conditions de sécurité au Moyen‐Orient et en Afrique du Nord, qui se sont dégradées de manière significative dans l'ensemble de la région, ont de profondes répercussions sur notre sécurité. Les Alliés sont face à un large éventail de défis liés au terrorisme, qui représentent une menace directe pour la sécurité de nos populations et, plus largement, pour la stabilité et la prospérité internationales. En particulier, l'EIIL/Daech représente une grave menace pour la région du Moyen‐Orient et de l’Afrique du Nord ainsi que pour nos pays. Les actes terroristes ainsi que le trafic d'armes et de stupéfiants et la traite des êtres humains dans toute la région du Sahel/Sahara continuent de menacer la sécurité régionale et notre propre sécurité. Les cyberattaques représentent un réel défi pour la sécurité de l'Alliance, et elles pourraient avoir sur les sociétés modernes un effet tout aussi dommageable que celui d'une attaque conventionnelle. Nous reconnaissons le cyberespace en tant que domaine d'opérations de l'OTAN. Face aux défis que représentent les pratiques de guerre hybride, nous avons adopté une stratégie et des plans de mise en œuvre directement exploitables sur le rôle de l'OTAN dans la lutte contre les pratiques de guerre hybride. La responsabilité de répondre à des attaques hybrides ou à des menaces de ce type incombe au premier chef au pays pris pour cible. L'OTAN est prête à aider un Allié à n'importe quelle étape d'une campagne hybride.

- Relations avec la Russie : (Points 9 à 22) Depuis plus de vingt ans, l'OTAN s'emploie à bâtir un partenariat avec la Russie, notamment au travers du mécanisme du Conseil OTAN‐Russie[11]. Parmi les actions et politiques de la Russie qui nuisent à la stabilité figurent : l'annexion illégale et illégitime de la Crimée ; la violation, par la force, des frontières d'États souverains ; l'action délibérée de déstabilisation de l'est de l'Ukraine ; la tenue d'exercices impromptus de grande envergure. Nous restons ouverts à un dialogue périodique, ciblé et substantiel avec une Russie qui soit disposée à mener des échanges au sein du Conseil OTAN‐Russie sur la base de la réciprocité. L’Alliance ne cherche pas la confrontation et ne représente aucune menace pour la Russie. Nous sommes attachés à la recherche d'une solution pacifique au conflit dans l'est de l'Ukraine. Cela passera par la pleine application des accords de Minsk.
- Relations avec l'Ukraine : (Points 117 à 118) L'Ukraine est, de longue date, un partenaire spécifique de l'Alliance. Nous restons déterminés dans notre soutien à la souveraineté et à l'intégrité territoriale de l'Ukraine à l'intérieur de ses frontières internationalement reconnues. L'OTAN continuera de donner des avis stratégiques et d'apporter un soutien pratique à la réforme du secteur ukrainien de la sécurité et de la défense, notamment comme le prévoit l'ensemble complet de mesures d'assistance que nous entérinons, conjointement avec le président Porochenko, à la prochaine réunion de la Commission OTAN‐Ukraine
- Partenariat OTAN-Union Européenne : (Points 121 à 126 ) L’Union européenne demeure un partenaire unique et essentiel pour l'OTAN. Nous nous félicitons des conclusions du Conseil européen de juin 2016, dans lesquelles celui‐ci demande que les relations entre l'OTAN et l'UE soient encore renforcées. L'OTAN reconnaît l'importance d'une défense européenne plus forte et plus performante, qui rendra l'OTAN plus forte, contribuera à accroître la sécurité de tous les Alliés, et favorisera un partage équitable des charges, des avantages et des responsabilités entre les pays membres de l’Alliance.
- Renforcement des moyens de dissuasion et de défense de l'Alliance : (Points 33 à 39, 41 à 52) L'engagement en matière d'investissements de défense que nous avons approuvé au sommet du pays de Galles constitue une étape importante. Collectivement, les dépenses de défense des Alliés ont augmenté, en 2016, pour la première fois depuis 2009. Aujourd'hui, cinq Alliés se conforment à la directive OTAN recommandant un niveau minimum de dépenses de défense de 2 % du produit intérieur brut. Cet effort a permis entre autres de (a) renforcer la Force de réaction de l’OTAN (NRF), (b) créer une force opérationnelle interarmées à très haut niveau de préparation (VJTF), et (c) mettre en place huit unités multinationales d'intégration des forces OTAN sur le territoire des Alliés situés dans la partie orientale de l'Alliance.
- Déploiement de forces de l'OTAN dans les États Baltes et la Pologne : (Point 40) Pour compléter le Plan d'action « réactivité » de 2014, l'OTAN décide d'établir une présence avancée renforcée en Estonie, en Lettonie, en Lituanie et en Pologne, pour démontrer la solidarité des pays de l'Alliance. À compter de début 2017, la présence avancée renforcée comprendra des forces multinationales composées de quatre groupements tactiques de niveau bataillon capables d'opérer conjointement avec des forces nationales et présents en permanence dans ces pays.
- Dissuasion nucléaire et défense anti-missiles : (Points 53 à 61) Aussi longtemps qu’il y aura des armes nucléaires, l’OTAN restera une alliance nucléaire. Les forces stratégiques de l'Alliance, et en particulier celles des États‐Unis, sont la garantie suprême de la sécurité des Alliés. Les forces nucléaires stratégiques indépendantes du Royaume‐Uni et de la France ont un rôle de dissuasion propre et contribuent à la sécurité globale de l'Alliance. La défense antimissile peut venir compléter le rôle des armes nucléaires dans la dissuasion mais elle ne peut pas s’y substituer. À notre sommet de Lisbonne, en 2010, nous avons décidé de développer une capacité de défense antimissile balistique (BMD) de l'OTAN afin d'accomplir notre tâche fondamentale de défense collective. Un premier stade de capacité opérationnelle de la BMD est aujourd'hui atteint, qui offre une capacité renforcée pour défendre les populations, le territoire et les forces de toute la partie méridionale de l'Europe, avec des déploiements en Roumanie et Turquie. La défense antimissile de l’OTAN n'est pas dirigée contre la Russie, et elle ne portera pas atteinte aux capacités russes de dissuasion stratégique. La défense antimissile de l'OTAN est destinée à assurer la défense contre des menaces potentielles n'émanant pas de la zone euro–atlantique.
- Maîtrise des armements, désarmement et non‐prolifération nucléaire : (Points 62 à 69) Il est extrêmement important que les engagements pris en matière de désarmement et de non‐prolifération au titre des traités existants soient respectés, y compris le Traité sur les forces nucléaires à portée intermédiaire (FNI), d'une importance cruciale pour la sécurité euro‐atlantique. Les Alliés continuent d'appeler la Russie à préserver la viabilité du Traité sur les forces nucléaires à portée intermédiaire (FNI) en assurant un respect total et vérifiable de ce traité. Les Alliés soulignent leur ferme attachement à la pleine application du Traité sur la non‐prolifération des armes nucléaires (TNP). Nous restons attachés à la mise en œuvre intégrale et au respect total des engagements pris dans le domaine de la réduction des armements conventionnels en Europe. L'application sélective que fait la Russie du Document de Vienne et du Traité Ciel ouvert ainsi que la non‐application prolongée du Traité sur les forces conventionnelles en Europe (FCE) affaiblissent les contributions positives apportées par ces instruments de maîtrise des armements. Les Alliés appellent la Russie à respecter pleinement ses engagements.
- Renseignement et surveillance : (Points 75 à 79) L'OTAN poursuit la mise en œuvre de l'initiative sur le renseignement, la surveillance et la reconnaissance interarmées (JISR) lancée au sommet de Chicago en 2012. L'OTAN continuera de coopérer étroitement avec l’UE, pour faire en sorte que notre initiative de défense intelligente et l’initiative UE de mutualisation et de partage soient complémentaires et se renforcent mutuellement. Afin que l'OTAN soit mieux à même de puiser dans une vaste gamme de ressources de renseignement, une division civilo‐militaire Renseignement et sécurité est créée.
- Projection de la stabilité : (Points 80 à 97) L'Alliance jouera un rôle renforcé dans la projection de la stabilité en appliquant les principes immuables que sont, notamment, l'approche à 360 degrés, l'attachement à la démocratie, aux droits de l'homme et à l'état de droit, la complémentarité avec des acteurs internationaux, en particulier l'ONU, l'Union européenne et l'OSCE. L'OTAN apporte une valeur ajoutée à l'action de la communauté internationale, notamment en ce qu'elle est à même de proposer une assistance et des avis pour la réforme de la défense de manière cohérente et en ce qu'elle possède un savoir‐faire reconnu en matière d'entraînement et de développement de forces locales.
  - L'initiative de renforcement des capacités de défense et des capacités de sécurité s'y rapportant (DCB), que nous avons adoptée au sommet de Newport en 2014, s'est révélée être un outil particulièrement important pour aider à projeter la stabilité, et elle a permis de fournir un soutien à la Géorgie, à l'Iraq, à la Jordanie et à la République de Moldova.
  - Concernant l'Afghanistan, l'OTAN et ses partenaires d'opération se sont engagés à maintenir la mission Resolute Support au‐delà de 2016 au travers d'un modèle régional souple, afin de continuer d'offrir formation, conseil et assistance aux institutions et aux forces de sécurité afghanes.
  - De même au Kosovo, la Force pour le Kosovo dirigée par l'OTAN (KFOR) continuera de contribuer à un environnement sûr et sécurisé et à la liberté de circulation au Kosovo, en coopération étroite avec les autorités du Kosovo et l'Union européenne.
  - En Méditerranée, l'action de l'OTAN apporte une valeur ajoutée en ce qu'elle permet de fournir à la Turquie, à la Grèce ainsi qu'à Frontex, l'Agence européenne pour la gestion des frontières, des informations en temps réel sur les flux migratoires irréguliers.
  - Conscients de la menace que l'EIIL/Daech fait peser sur nos pays et nos populations, nous avons donné notre accord de principe pour renforcer la contribution de l'Alliance à l'action de la coalition mondiale contre l'EIIL par un soutien direct des AWACS de l'OTAN, afin que la coalition ait une meilleure connaissance de la situation.
- Adhésions et partenariats : (Points 98 à 116, 119 à 120, 127 à 128) Les partenariats de l'OTAN sont, et resteront, essentiels au fonctionnement de l'OTAN. Le succès des partenariats de l'OTAN est démontré par leur contribution stratégique à la sécurité de l'Alliance et à la sécurité internationale. Compte tenu de l'importance stratégique de la région du Golfe, nous nous réjouissons à la perspective de l'établissement de relations de travail régulières entre les secrétariats internationaux de l'OTAN et du Conseil de coopération du Golfe (CCG), et du lancement de la coopération pratique avec le CCG ainsi qu'avec ses États membres. Nous nous réjouissons à la perspective de voir la ratification du protocole d'accession du Monténégro menée à bien rapidement.
- Environnement et fonctionnement de l'OTAN : (Points 129 à 139) L'OTAN est une alliance de valeurs, parmi lesquelles la liberté, les droits de l'homme, la démocratie et l'état de droit. Guidés par nos valeurs et par le droit international, nous sommes conscients qu'il est impératif de protéger les civils contre les effets des conflits armés. C'est pourquoi nous avons entériné aujourd'hui la politique OTAN de protection des civils, élaborée avec nos partenaires et en consultation avec l'ONU et d'autres organisations internationales. Les réformes menées depuis 2010 ont contribué à améliorer l'efficacité et l'efficience de l'OTAN. Pour mener plus avant ce travail de réforme, nous élaborerons une approche plus résolue et plus cohérente en matière de priorisation, qui passe par l'établissement d'un lien plus solide entre les priorités politiques et militaires, d'une part, et les besoins en ressources, de l'autre.

## Réunions en marge du sommet
Autour de ce sommet des chefs d'État et de gouvernement de l'OTAN, se tiennent d'autres réunions, préparatoires ou complémentaires, entre les membres de l'Alliance atlantique, ou avec ses partenaires.
Les dirigeants de l'UE et de l'OTAN signent le 8 juillet une déclaration commune sur le renforcement de la coopération pratique, dans les domaines de la lutte contre les menaces hybrides, de la cybersécurité et de l'interopérabilité des capacités de défense.
Une réunion du Conseil OTAN-Russie se tient le 13 juillet au cours de laquelle les principaux sujets abordés sont l'Ukraine, l'Afghanistan et les mesures à prendre pour limiter les risques d'incidents militaires. Cette réunion du Conseil OTAN-Russie est la quatrième depuis la suspension de toute coopération active entre l'OTAN et la Russie, décidée par l'OTAN en raison de la guerre russo-ukrainienne.

## Pays participants et représentants

### OTAN et États membres
- OTAN - Secrétaire général Jens Stoltenberg ;
- Albanie - Premier ministre Edi Rama ;
- Allemagne - Chancelière Angela Merkel ;
- Belgique - Premier ministre Charles Michel ;
- Bulgarie - Président Rossen Plevneliev ;
- Canada - Premier ministre Justin Trudeau ;
- Croatie - Président Kolinda Grabar-Kitarović ;
- Danemark - Premier ministre Lars Løkke Rasmussen ;
- Espagne - Président du gouvernement Mariano Rajoy ;
- Estonie - Premier ministre Taavi Rõivas ;
- États-Unis - Président Barack Obama ;
- France - Président François Hollande ;
- Grèce - Premier ministre Alexis Tsipras ;
- Hongrie - Premier ministre Viktor Orbán ;
- Islande - Premier ministre Sigurður Ingi Jóhannsson ;
- Italie - Président du conseil des ministres Matteo Renzi ;
- Lettonie - Président Raimonds Vējonis ;
- Lituanie - Présidente Dalia Grybauskaitė ;
- Luxembourg - Premier ministre Xavier Bettel ;
- Norvège - Première ministre Erna Solberg ;
- Pays-Bas - Premier ministre Mark Rutte ;
- Pologne - Président Andrzej Duda ;
- Portugal - Premier ministre António Costa ;
- Roumanie - Président Klaus Iohannis ;
- Royaume-Uni - Premier ministre David Cameron ;
- Slovaquie - Président Andrej Kiska ;
- Slovénie - Présidente du gouvernement Miro Cerar ;
- République tchèque - Président Miloš Zeman ;
- Turquie - Président Recep Tayyip Erdoğan ;

### Pays non membres
- Afghanistan – Président Ashraf Ghani[15]
- Arménie – Président Serzh Sargsyan[16]
- Australie – Ambassadeur auprès de la Belgique, du Luxembourg, de l'Union européenne et de l'OTAN Mark Higgie[17]
- Autriche – Ministre de la défense Hans Peter Doskozil[18]
- Azerbaïdjan – Président Ilham Aliyev[19]
- Bosnie-Herzégovine – Président de la présidence de Bosnie-Herzégovine Bakir Izetbegović[20]
- Émirats arabes unis – Ministre de la défense Mohammed Ahmad Al Bowardi[21]
- Finlande – Président de la République de Finlande Sauli Niinistö[22]
- Georgie – Président Guiorgui Margvelachvili[23]
- Irlande – Ministre de la Défense Paul Kehoe[24]
- Jordanie – Vice-Premier ministre Nasser Judeh[25],[26]
- Macédoine – Ministre de la défense Zoran Jolevski[27]
- Moldavie – Ministre de la défense Anatol Șalaru
- Monténégro – Premier ministre Milo Đukanović[28]
- Suède – Premier ministre Stefan Löfven[22]
- Suisse – Chef du Département fédéral de la défense, de la protection de la population et des sports Guy Parmelin[29]
- Ukraine – Président Petro Poroshenko[30]

### Représentants des institutions internationales
- Union européenne – Président du Conseil européen Donald Tusk[31]
- Union européenne – Président de la Commission européenne Jean-Claude Juncker[31]